# Mel Brown (cestista)
Melvin Brown, detto Mel (Athabasca, 22 luglio 1935 – North Vancouver, 12 novembre 2019), è stato un cestista canadese.

## Carriera
Con il Canada ha disputato le olimpiadi del 1956, a Melbourne, giocando 6 partite, con 12 punti realizzati.